# 1196 w polityce
Wydarzenia polityczne w 1196 roku.

## Wydarzenia
- Początek panowania Piotra II w Aragonii (do 1213)[1].

## Zmarli
- Asen I, car Bułgarii[2].
- Henryk IV Ślepy, hrabia Luksemburga[3].